# Gabrielle Russier
Gabrielle Russier es una profesora de francés y literatura, nacida el 29 de abril de 1937 en París y fallecida el 1 de septiembre de 1969 en Marsella. A raíz de una relación amorosa con uno de sus estudiantes, Christian Rossi, que entonces tenía dieciséis años, fue condenada a un año de prisión condicional por secuestro y corrupción de menor y se suicidó en su apartamento de Marsella.
Su historia ha inspirado muchas obras artísticas como la película Mourir d’aimer (1971) de André Cayatte, Gabrielle (1970) y Mourir d’aimer (1971) de Serge Reggiani y Charles Aznavour, y el telefilme Mourir d’aimer (2009) de Josée Dayan, que será criticado por los protagonistas del asunto.

## Biografía

### Juventud y Estudios
Gabrielle Russier nació en 1937 de la unión de René Russier, abogado penalista del colegio de abogados de París, y Marjorie, una americana mormona con esclerosis múltiple. Es hija única. Completó su educación secundaria en el colegio Victor-Duruy. Luego estudió literatura moderna en París y conoció a Michel Nogues, ingeniero especializado en fisión nuclear, en la residencia universitaria de Antony. La pareja se casó un año después, en 1958. Gabrielle Russier tiene entonces un título de propedéutica en literatura.

### Antecedentes profesionales
Su marido es reclutado por General Electric en Casablanca (Marruecos), donde Gabrielle Russier da a luz a gemelos. Solicita y obtiene un puesto de profesora asistente en el colegio Abdallah Moulay. Recibe un informe elogioso del inspector, que le permite ser promovida a maestra.
Michel Nogues consigue un trabajo como ingeniero en Cadarache, en el departamento de Bouches-du-Rhône. Gabrielle regresa por un tiempo donde sus padres en París, antes que la pareja se trasladase a Aix-en-Provence en el verano de 1961. Gabrielle se matricula en la universidad de Aix-Marsella para preparar el examen de ingreso en el Institut préparatoire à l'enseignement secondaire (Instituto preparatorio de la enseñanza secundaria). De quinientos candidatos, llegó a los primeros trece lugares y se convirtió en profesora.
La pareja está en un estado de confusión y Michel se muestra a veces violento con Gabrielle. Se separan y ella cría a sus dos hijos sola en un apartamento en los barrios del norte de Marsella, mientras se prepara para la agregación de literatura. Luego tiene a Antoine Raybaud como su maestro. Raymond Jean dirige su diploma de educación superior. Obtiene la calificación sobresaliente por una disertación sobre Tiempo novelesco y tiempo gramatical.
Llega decimoquinta en la agregación de francés y literatura, pero agotada, pierde su habilidad oral y fracasa. Luego es reasignada al Ministerio de Educación Nacional, asignada al colegio Saint-Exupéry. Es conocida allí por su implicación pedagógica. Lleva a un grupo de alumnos al teatro, luego a esquiar en marzo de 1968...

## El caso

### Encuentro y acercamiento, mayo 1968
Conoce a su estudiante Christian Rossi, nacido en enero de 1952, cuando tiene quince años. Sus padres son, por la madre, profesor de francés medieval, y su padre, profesor de filología. Se acercan, tanto más cuanto que Gabrielle Russier está muy involucrada en su clase de Seconde [2 años antes del bachillerato francés]. Gabrielle y sus estudiantes participan en las manifestaciones a finales de mayo de 68.
Gabrielle y Christian comenzaron una relación cuando Christian estaba al final de su Seconde. Los padres del joven, Mario y Marguerite Rossi, profesores de la Universidad de Aix-en-Provence, comunistas críticas, pronto se oponen a la relación. Durante las vacaciones de verano, Christian les dice que está haciendo autostop con un amigo del instituto a Italia y Alemania, pero Gabrielle lo sigue luego, de 16 años y medio, a estos dos países.

### Remisión al juez, octubre de 1968
Al principio del año escolar, los padres de Christian le piden que rompa, pero se niega y se muda con Gabrielle. El 15 de octubre de 1968, los padres llevan el asunto ante el juez de menores. El juez encontró un compromiso: enviar al joven al colegio de Argelès-Gazost, como interno, con la condición de que ella pudiera escribirle y verlo el día de Todos los Santos. Pero las cartas de Gabrielle son interceptadas así que Rossi amenace con suicidarse. Cuando ella viene a recogerlo, los gendarmes arrestan a Gabrielle. El 16 de noviembre, Christian se escapa y es acogido por un amigo del colegio. Gabrielle se une a él. Quince días después, el padre de Christian presenta una denuncia por secuestro y corrupción de menor.

### Encarcelamientos, diciembre de 1968 y abril de 1969
El juez instructor Bernard Palanque, llamado aunque no esté de servicio, por considerar el caso delicado, acusa a Gabrielle Russier de corrupción de menor y ordena su encarcelamiento en la prisión de Baumettes en diciembre de 1968. Christian Rossi interviene ante el juez de menores y ella es liberada cinco días después. Christian es transferido al colegio Thiers, y se le ordena que se mantuviera alejado de Gabrielle, si no en horas acordadas con anticipación. Se le da alojamiento en un hospicio, donde debe estar presente todos los días a las 7 de la tarde. Durante los primeros meses, toma las clases.
Pero los amantes siguen su relación y los padres de Christian Rossi deciden internarlo en una clínica psiquiátrica, donde es sometido tres semanas a una cura de sueño, antes de irse a descansar con su abuela. A pesar de estos acontecimientos, Gabrielle y Christian se ven de nuevo y Christian acaba fugándose: el 14 de abril de 1969, Gabrielle es nuevamente encarcelada por negarse a revelar dónde se escondía Christian. Al final, permanece detenida durante 50 días.

### Juicio, julio de 1969
El 10 de julio de 1969, Gabrielle comparece ante el Tribunal Penal de Marsella a puerta cerrada. El sustituto Jean Testut pide trece meses de prisión, aunque destaca las cualidades profesionales del acusado. Al día siguiente, se le concede una sentencia suspendida de doce meses de prisión, una multa de 1.500 francos y un franco simbólico por daños y perjuicios a los padres. Tras la elección del presidente Georges Pompidou en junio de 1969, se prepara una ley de amnistía que se aplicaría a la condena de Gabrielle y le permitiría conservar su puesto de trabajo, pero, para evitarlo, el fiscal Marcel Caleb apeló a un mínimo, bajo la presión de la Academia de Aix, en la persona del Rector Paul Frank, que rechazó la candidatura de Gabrielle para un puesto de asistente lingüístico.
El sustituto Jean Testut, que apela contra la amnistía de Gabrielle Russier bajo órdenes del fiscal Marcel Caleb, lo justificará:

Se necesitaba una inscripción en el registro de antecedentes penales para facilitar las medidas disciplinarias y mantenerla alejada de su puesto. Se lo merecía. Los profesores están obligados a una cierta reserva. Gabrielle Russier, por el contrario, dio un mal ejemplo al burlarse de la autoridad paterna. Si hubiera hecho las paces, o si hubiera sido peluquera, o si se hubiera acostado con un joven aprendiz, habría sido diferente.

Debiendo de comparecer en octubre ante el Tribunal de Apelación de Aix-en-Provence, Gabrielle ve esta situación como un ensañamiento de la institución. Escribe: "Tengo tanto miedo de ser marcada para siempre.” Cayendo en una depresión, la colocan en la casa de convalecencia La Recouvrance, cerca de Tarbes.
Su padre contrata a un abogado estrella, Maître Naud, pero Gabrielle hace un primer intento de suicidio en agosto de 1969.

### El suicidio, septiembre de 1969
Gabrielle Russier se suicida el 1 de septiembre de 1969 envenenándose con gas en su apartamento de Marsella en la Résidence Nord. Al día siguiente, este suicidio provocó sólo dos noticias breves, informando de la muerte del profesor de francés de Marsella. 
Su funeral fue celebrado por el pastor Michel Viot. Fue enterrada en el cementerio del Père-Lachaise (26.ª división) en París.

## Posterioridad

### El futuro de Christian Rossi
Los padres de Christian Rossi lo internan en un sanatorio psiquiátrico. Una vez fuera, es acogido y escondido por el pastor Michel Viot. Christian Rossi espera a ser mayor de edad para dar una única entrevista al Nouvel Observateur, el 1 de septiembre de 1971:

No fue en absoluto una pasión. Fue amor. La pasión no es lúcida. Pero estaba lúcido. [...]  Los [dos años] de recuerdos que me dejó, me los dejó, no tengo que contarlos. Los siento. Los viví, yo solo. [...] El resto, la gente lo sabe: era una mujer llamada Gabrielle Russier. Nos amábamos, la pusimos en prisión, se suicidó. Es simple.

### La petición de los premios Nobel
El 25 de noviembre de 1969, el periódico Le Monde anuncia que una petición acaba de ser entregada al ministro de Justicia, René Pléven. La petición denuncia en particular "el ensañamiento digno de los monjes de la Inquisición". La firman muchas personalidades de todos los ámbitos de la vida, entre ellos los premios Nobel Jacques Monod, François Jacob, Alfred Kastler y el periodista André Frossard. El presidente de la República Georges Pompidou, que durante la campaña electoral prometió al pueblo francés "una nueva sociedad", es interrogado sobre el asunto por Jean-Michel Royer, periodista de RMC, el 22 de septiembre. Georges Pompidou responde citando a Paul Éluard y elige los versos dedicados a las mujeres esquiladas en la Liberación: 

Comprenda quien quiera

Mi remordimiento fue
La desdichada que quedó
En el pavimento
La víctima razonable
De ropa desgarrada
De mirada de niña perdida.
Descoronada desfigurada
La que se parece a los muertos

Que murieron para ser amados

Luego salió de la sala donde se celebró la conferencia de prensa.

### Influencia en la sociedad
El caso y el suicidio de Gabrielle Russier conmovieron al cantante Charles Aznavour, que se pone a escribir una canción. Luego, en 1970, André Cayatte realiza la película Mourir d’aimer (Morir de amor), inspirada en el asunto, en la que Christian es interpretado por Bruno Pradal y Gabrielle por Annie Girardot, quien sale en la portada de L'Express el 15 de febrero de 1971, cuando se estrenó la película. La película es controvertida, pero gradualmente se convierte en un gran éxito, con 5,9 millones de entradas en los cines. La canción de Aznavour Mourir d’aimer (Morir de amor) (Cayatte autoriza a Aznavour utilizar el título a petición suya) se estrena al mismo tiempo.
El telefilme de Josée Dayan de 2009, protagonizado por Muriel Robin y Sandor Funtek, fue muy criticado por el pastor Viot, que consideró que su mensaje distorsionaba la historia de amor entre una profesora y su alumno.
En 2017, tras la elección de Emmanuel Macron a la presidencia de la República Francesa, quien como estudiante de secundaria de quince años empeciera una historia de amor con Brigitte Trogneux, profesora veinticuatro años mayor que él, y se convertirá en su marido, una tribuna del diario Libération titulada "La revancha de Gabrielle", señala la similitud de las dos historias con cincuenta años de diferencia.

## Filmografía
- Mourir d’aimer, película de André Cayatte estrenada en 1971 con Annie Girardot y Bruno Pradal.
- Mourir d’aimer, película para televisión de Josée Dayan estrenada en 2009 con Muriel Robin y Sandor Funtek (historia transpuesta en 1980).

## Canciones
- 1970: Serge Reggiani - Gabrielle.
- 1970: Triangle - Élégie à Gabrielle.
- 1971: Charles Aznavour - Mourir d’aimer [15].
- 1971: Anne Sylvestre - Des fleurs pour Gabrielle [16], en el álbum Abel, Caín, mi hijo.
- 1972: Claude François - Qu'on ne vienne pas me dire (alusión a Gabrielle Russier en la segunda estrofa).

## Audiografía
- Christophe Hondelatte, Gabrielle Russier, un amor prohibido, Europa 1, 17/01/2017.